# Folsomia agrelli
Folsomia agrelli is een springstaartensoort uit de familie van de Isotomidae. De wetenschappelijke naam van de soort is voor het eerst geldig gepubliceerd in 1944 door Gisin.